# Lisasti obloglavček
Lisasti obloglavček (znanstveno ime Carterocephalus palaemon) je dnevni metulj iz družine debeloglavčkov.

## Opis
Lisasti obloglavček ima premer kril med 25 in 29 mm, samice pa so praviloma nekoliko večje od samcev. Osnovna barva zgornje strani kril je temno rjava, preko nje pa so posute razmeroma velike oranžne ali rjave rumene lise. Ob robu kril v loku poteka še niz manjših oranžnih peg. Spodnja stran kril je temno rumena, posuta pa je z velikimi bledo rumenimi lisami z rjavim robom. Tudi žile na spodnji strani kril so rjave.

## Razširjenost
Poselitveno območje tega metulja obsega severno in osrednjo Evropo in se preko Azije širi vse do Japonske. V Sloveniji lisasti obloglavček živi na gozdnih jasah in ob robovih listnatih gozdov, pa tudi na vlažnih travnikih od nižin pa do gozdne meje, saj tam uspevajo trave, s katerimi se hranijo njegove gosenice. Samice odlagajo jajčeca posamično na travne bilke v juniju in juliju. Iz jajčec se po 10 dneh izležejo gosenice, ki list trave zvije v tulec, ki ga učvrsti s svileno nitjo, nato pa se, skrita v tej cevi, z listom hrani. Gosenice se prahranjujejo ponoči, podnevi pa počivajo, skrite v listu. Zimo preživijo v hibernaciji, spomladi pa se po enem tednu ogrevanja na listu, zabubijo. Buba je bledorjave barve s temnimi vzdolžnimi linijami. Po šestih tednih se iz bube razvije odrasel metulj, ki leta med majem in julijem.